# Соколово-Влосцянське
Соколово-Влосцянське (пол. Sokołowo Włościańskie) — село в Польщі, у гміні Обрите Пултуського повіту Мазовецького воєводства.
Населення — 242 особи (2011).
У 1975-1998 роках село належало до Остроленцького воєводства.

## Демографія
Демографічна структура станом на 31 березня 2011 року:
|          | Загалом | Допрацездатний вік | Працездатний вік | Постпрацездатний вік |
| -------- | ------- | ------------------ | ---------------- | -------------------- |
| Чоловіки | 122     | 24                 | 82               | 16                   |
| Жінки    | 120     | 23                 | 66               | 31                   |
| Разом    | 242     | 47                 | 148              | 47                   |